# Cabajcsápor
Cabajcsápor (szlovákul Cabaj-Čápor) község  Szlovákiában, a Nyitrai kerületben, a Nyitrai járásban. Cabaj és Csápor községek egyesítésével jött létre. Hozzá tartozik még: Hrúšťov, Fízeš, Riegler major, Pereš, Nový Cabaj.

## Fekvése
Nyitrától 7 km-re délnyugatra található.

## Története
Területén a kora bronzkorból és hallstatt korból került elő településmaradvány. A római korból hamvasztásos barbár sírokat tártak itt fel. A 10. századból szláv sírok kerültek itt elő, ezért valószínűsíthető, hogy a mai település egy korábbi szláv falu helyén keletkezett. Csáporon északi eredetű importáru (fémgyöngy) is előkerült. 1879 októberében Csáporon 34 db bécsi dénárt és fillért (valószínűleg 13. század második fele - 14. század eleje) találtak, melyek a Nyitrai Piarista Gimnázium régiséggyűjteményébe kerültek. Valószínűleg az éremlelet nagyobbik része (680 érem) 1880-ban a Magyar Nemzeti Múzeumba került.
Cabajt 1248-ban "Choboy" alakban említik először. 1326-ban a nyitrai káptalan faluja volt. A 17. században részben a nyitrai püspökségé, részben pedig az Emődy, Thuróczy, Majthényi és más családoké. 1601-ban felégette a török. 1715-ban 22 háztartással rendelkezett. 1787-ben 161 házában 966 lakosa élt. 1828-ban 188 házát 1319-en lakták. A 19. században a lakosság harmada zsidó volt. Lakói mezőgazdasággal foglalkoztak, majd a 19. század végétől Nyitra üzemeiben dolgoztak.
Csáport 1156-ban "Cipur" alakban említik először. 1248-ban "Chapor" néven bukkan fel a neve, ekkor a nyitrai vár tartozéka. 1326-ban cabaji Bogomerius fiai próbálják sikertelenül megszerezni a nyitrai püspökségtől. A 16. századtól a nyitrai püspökség mocsonoki uradalmának része. 1570-ben talán lakatlan. 1709. október 2-án az érsekújvári portyázó kurucok legyőzik Croix tábornok itt lesben álló csapatait. 1715-ben szőlőskertje és 19 háztartása volt. 1752-ben 107 család élt a községben. 1787-ben 89 házát 474-en lakták, a kamarához tartozott. 1828-ban 94 házában 659 lakos élt. Lakói mezőgazdasággal, kosárfonással, szalmakalap és seprűkészítéssel foglalkoztak.
Vályi András szerint "CZABAJ. Tót falu Nyitra Vármegyében, földes Urai Báró Szörényi, és más Urak, lakosai katolikusok, fekszik Csaporhoz, mellynek filiája nem meszsze, Nyitrától egy mértföldnyire, határja középszerű, fája tűzre van, ’s alkalmatos legelője; de mivel szőlő hegye sovány, és piatzozása távol esik, földgyei, és réttyei középszerűek, második Osztálybéli."
"CSAPOR. Tót falu Nyitra Vármegyében, földes ura a’ Királyi Kamara, vagy a’ Nyitrai Püspökség, lakosai katolikusok, 375fekszik Nyitratól 3/4. mértföldnyire. Határja középszerű, fája valamint tűzre, úgy épűletre is elég, legelője hasonlóképen, szőlő hegye sovány, malma nints, második Osztálybéli."
Fényes Elek szerint "Czabay, tót falu, Nyitra vgyében, Csapor mellett: 1214 kath., 410 zsidó lak., synagógával, szép erdővel, meglehetős földekkel. F. u. a nyitrai püspök; Emődy, s m. k. Ut. p. Nyitra."
"Csapor, tót falu, Nyitra vgyében, Mocsonokhoz 1/2 mfdnyire. 648 kath., 5 zsidó lak. kath. paroch. templommal. Határa dombos; erdeje, gyümölcse bőven. F. u. a nyitrai püspök. Ut. p. Nyitra."
A trianoni békeszerződésig mindkét község Nyitra vármegye Nyitrai járásához tartozott. 1920 elején a munkások zúgolódtak Cabajon és Csáporon is. 1924-ben Cabajt Csáporral egyesítették, de 1939-ben ismét önálló községek lettek. 1936. május 30-án nagy jégeső károsította meg Nyitrát, valamint Alsó- és Felsőköröskény, Berencs, Cabajcsápor, Csekej, Nagyemőke, Nagycétény, Nyitracsehi, Nyitraegerszeg, Salgó, Tormos, Ürmény, Üzbég, Vicsáp és Apáti, illetve Zobordarázs falvakat. Állami gazdaságát 1948-ban, földműves szövetkezetét 1958-ban alapították. Lakói nagy része a környék üzemeiben dolgozott.

## Népessége
| Év:            | 1994. | 2004.   | 2014.    | 2024.   |
| -------------- | ----- | ------- | -------- | ------- |
| Emberek száma: | 3270  | 3562    | 4042     | 4358    |
| Eltérés:       |       | +8,92 % | +13,47 % | +7,81 % |

| Év:            | 2023. | 2024.   |
| -------------- | ----- | ------- |
| Emberek száma: | 4318  | 4358    |
| Eltérés:       |       | +0,92 % |

1880-ban Cabaj 1279 lakosából 989 szlovák, 124 német, 104 magyar anyanyelvű és 62 csecsemő. Ugyanekkor Csápor 657 lakosából 581 szlovák, 24 német, 10 magyar, 12 más anyanyelvű és 30 csecsemő volt.
1890-ben Cabajon 110 magyar és 1089 szlovák, Csáporon 20 magyar és 665 szlovák anyanyelvű élt.
1900-ban Cabajon 152 magyar és 1232 szlovák, Csáporon 33 magyar és 818 szlovák anyanyelvű volt.
1910-ben Cabaj 1606 lakosából 1346 szlovák, 164 magyar, 81 német és 15 más anyanyelvű; Csápor 942 lakosából 850 szlovák, 44 magyar, 9 német és 39 más anyanyelvű.
1921-ben 2762 lakosából 153 magyar és 2597 csehszlovák volt.
1930-ban 3095 lakosából 40 magyar, 16 zsidó, 3 német, 3024 csehszlovák, 11 egyéb nemzetiségű és 1 állampolgárság nélküli volt. Ebből 3050 római katolikus, 33 izraelita, 8 evangélikus, 1 református és 3 egyéb vallású volt.
1991-ben 3265 lakosából 10 magyar és 3217 csehszlovák volt.
2001-ben 3424 lakosából 3351 szlovák és 7 magyar volt.
2011-ben 3851 lakosából 3543 szlovák, 111 cigány, 16 cseh, 8 magyar és 162 ismeretlen nemzetiségű.
2021-ben 4295 lakosából 3915 (+10) szlovák, 8 (+5) magyar, 3 (+5) cigány, (+1) ruszin, 27 (+5) egyéb és 342 ismeretlen nemzetiségű.

## Híres személyek
- Csáporon született 1858-ban Machovich Gyula teológiai doktor és plébános.
- Csáporon született Ján Domasta (1909–1989) szlovák ifjúsági író
- Cabajon született Anton Lehmden (1929–2018) osztrák festőművész, grafikus
- Itt hunyt el 1930-ban Pongrácz Károly festőművész, zenész.
- Itt szolgált Zongor József plébános, gimnáziumi tanár, iskolaigazgató.

## Nevezetességei

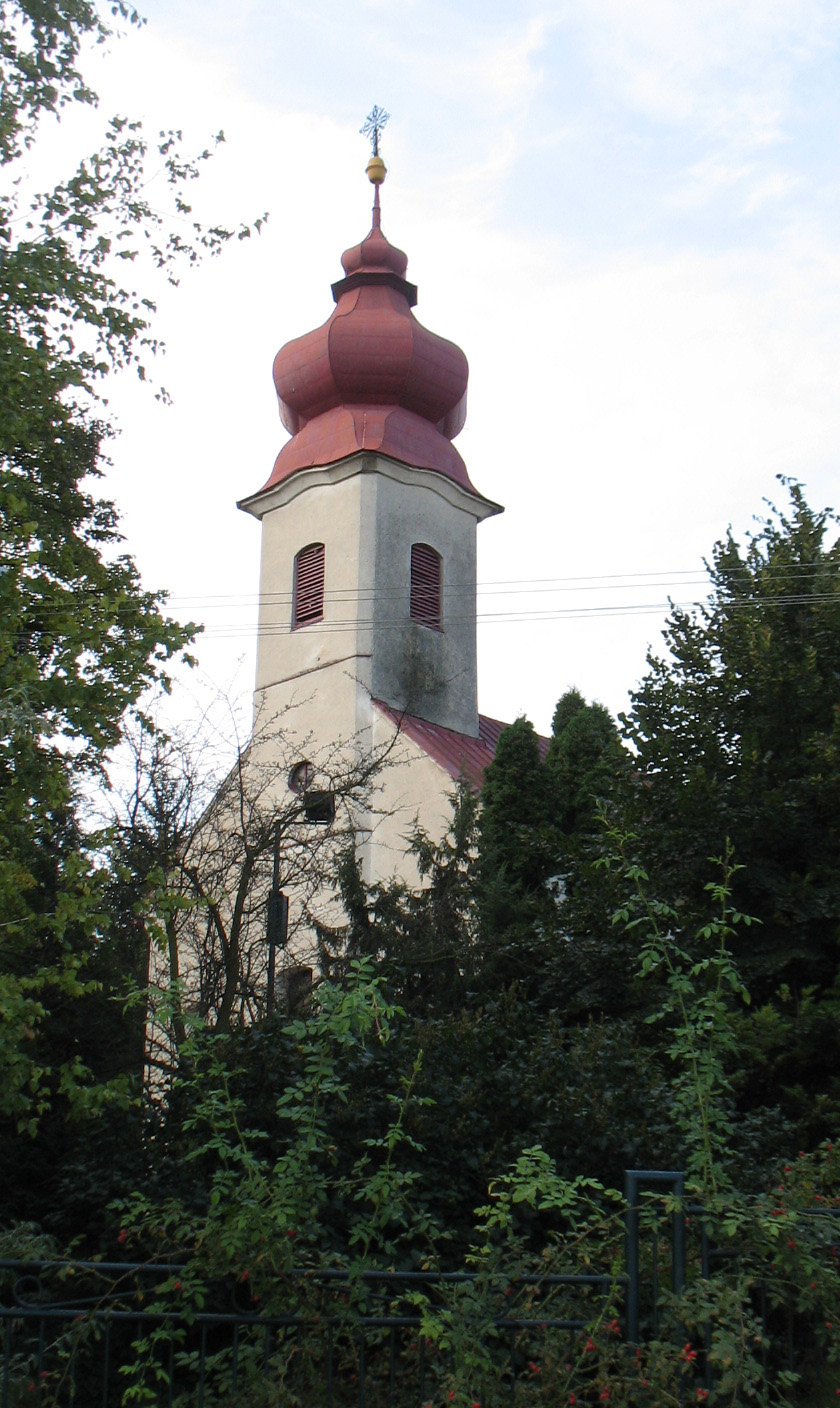
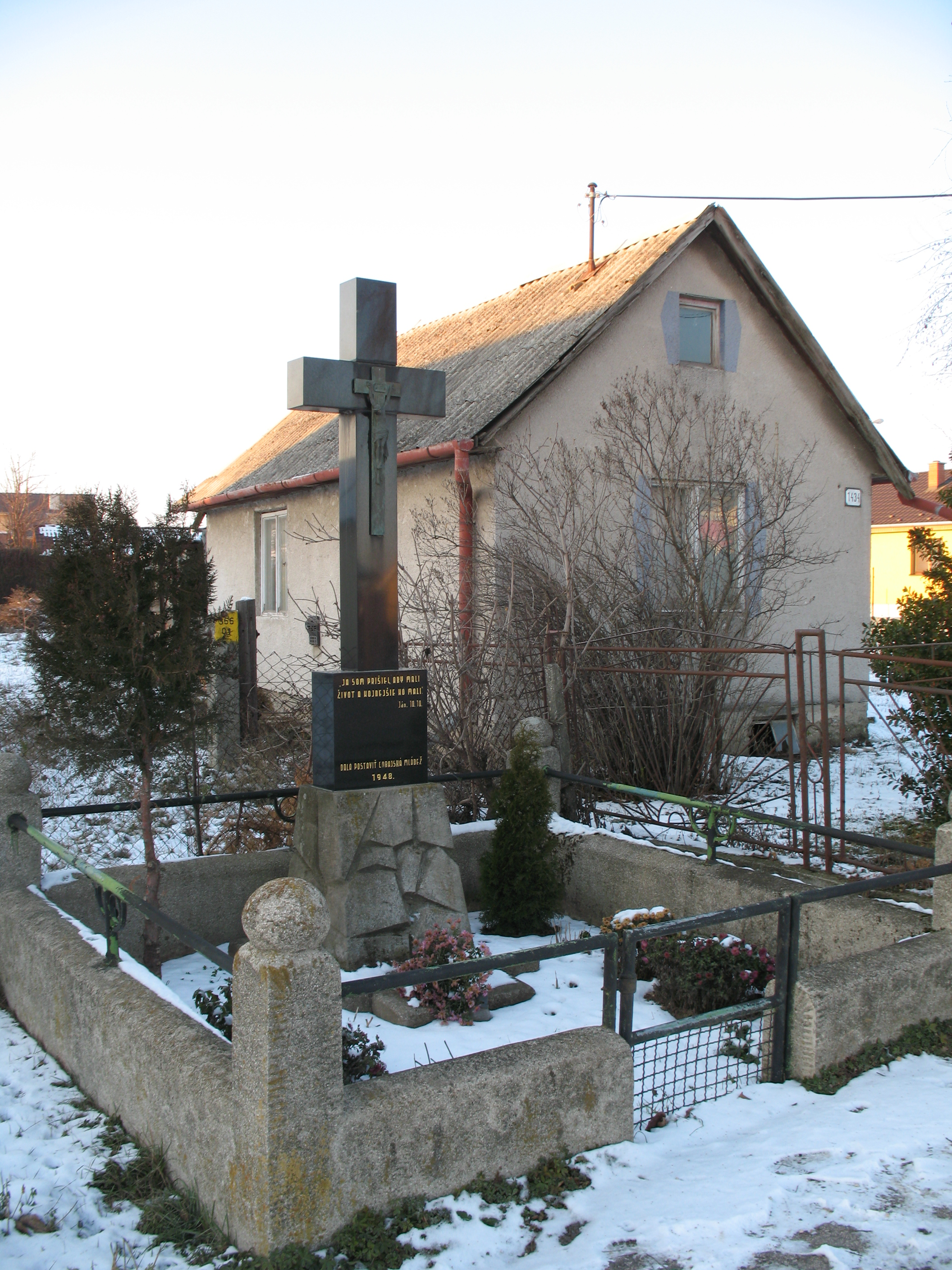
Kereszt a főút mentén 1948-ból
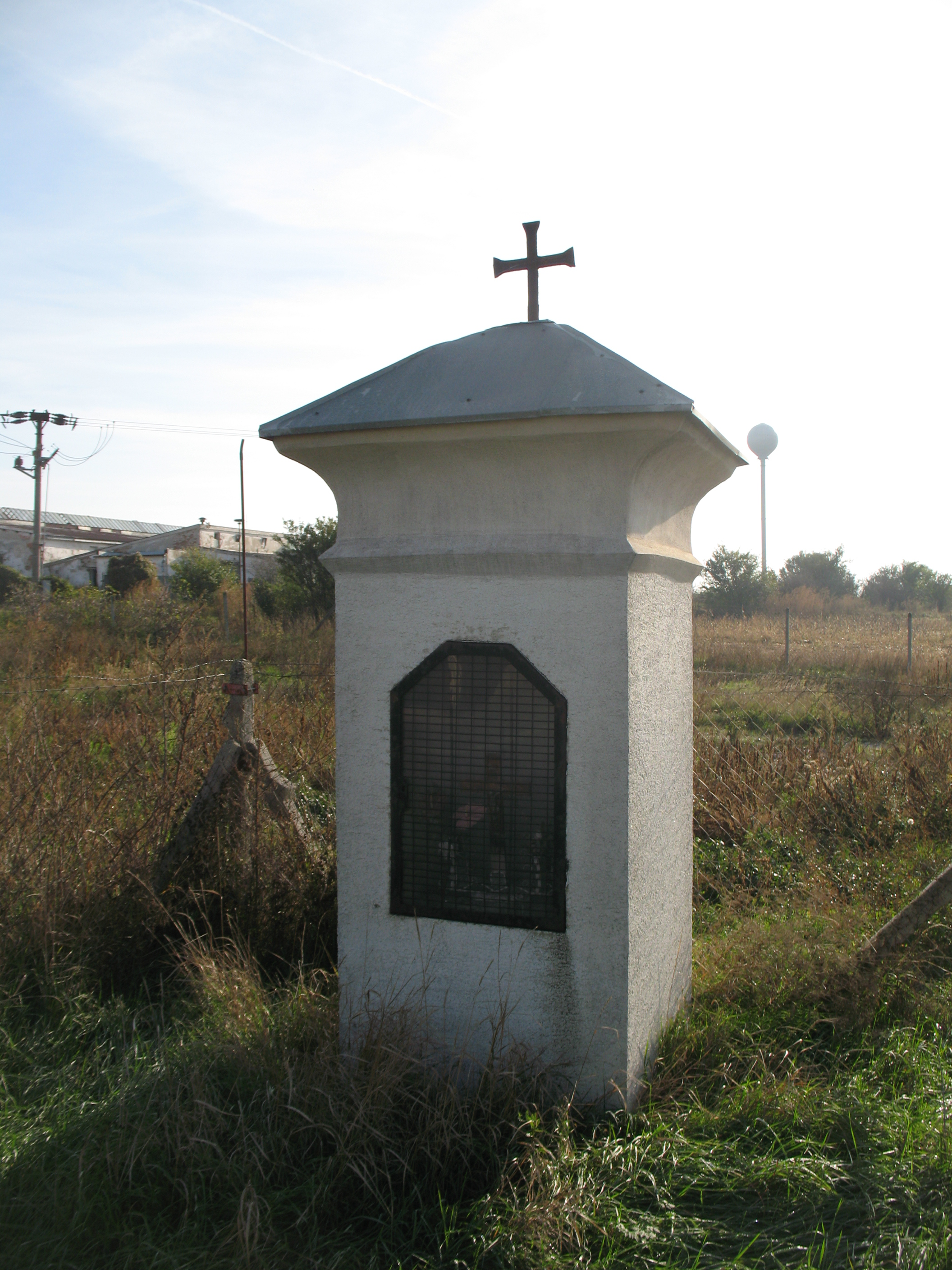

- Cabaj római katolikus temploma 1750-ben épült barokk stílusban, a régebbi templom alapjain. 1790-ben klasszicista stílusban építették át.
- Cabaj két klasszicista kastélya közül az egyik a 18. század végén, a másik a 19. század elején épült.
- Csápor római katolikus temploma 1780-ban épült klasszicista stílusban. Tornya 1803-ban készült.